# بامری
بامری یکی از از طایفه‌های بلوچ است که در جنوب شرق ایران (شامل شهرستان بمپور، هامون جازموریان و بخش جلگه چاه هاشم) زندگی می‌کنند.

## تاریخ
پس از شکست ملک سلطان محمود سیستانی از نادر قلی، حکومت بمپور نیز به‌دست سران ایل نارویی برافتاد و طایفه‌های این ناحیه که شامل بامری‌های حوزهٔ بمپور می‌شدند، به دلگان رفتند، و گروهی از آن‌ها در قسمتهایی از ناحیهٔ جنوبی این سرزمین — باهوکلات و دشتیاری — پراکنده شدند. بامری‌ها در دشت کهنو، کارواندر، حوزهٔ رودخانهٔ بمپور، ایرانشهر، خاش و گوهرپشت به‌طور پراکنده زندگی می‌کنند.
از دیرباز بامری از قدرتمندترین و بزرگ‌ترین طوایف منطقه به‌شمار می‌رفت و افراد آن هستهٔ اصلی سپاه ایلی حکام سیستان را تشکیل می‌داده‌اند. سپهسالاران لشکر سیستان در زمان‌هایی نیز از افراد همین طایفه و سرداران تیرهٔ روین‌زایی انتخاب می‌شده‌اند. در ایران صفوی و در زمان حکومت ملک‌یحیی بر سیستان و ناحیهٔ بزمان، طایفهٔ بامری به سرداری میرقاسم میربامری سپاه حکام بزمان را تشکیل می‌داده‌است. آن‌ها برای گسترش قلمرو خود پیوسته به مناطقی چون کرمان، بم، نرماشیر و جیرفت هجوم می‌بردند.

## تیره‌ها
بامری از تیره‌های شهدادزایی، عبداللهی، رودین زایی، دُرَّکی، ثابکی (یا سابکی که احتمالاً گروهی مهاجر از طایفهٔ سابکی مستقر در کرمان بوده‌اند)، و شاه ولی‌بر تشکیل می‌شد که به ترتیب در نواحی چاه‌شور، هودیان، ایرانشهر و حومه، مگیری، دلگان، نمداد و دره‌آهو، ساکن بودند. گروهی از نارویی‌ها که در دشت دلگان زندگی می‌کنند و به مَکسانی و سجادی شهرت دارند، بر اثر خویشاوندی سببی با بامری‌ها، به این طایفه وابسته شده‌اند.
سرداران معروف طایفهٔ بامری بیشتر از تیرهٔ رودین زایی و فرزندان شهدوست‌خان بامری بودند و تا پایان ایران قاجاری، سردارانی چون نواب خان حاکم دلگان و درّا، خان محمد، مرادخان، ابوالحسن، صیادخان وجمشیدخان به ترتیب به قلمرو گَلیری، تَنهَک، چاه‌شور گلمروتی، کتوکان، فَهرَج، کلان زهو و مگیری حکم می‌راندند.

## جمعیت
در سال‌های پایانی سدهٔ ۱۳ شمسی، بامریهای ساکن در بمپور را ۲۵۰ خانوار تخمین زده‌اند. در سال ۱۳۶۴، ۲٫۱۷۰ خانوار از این طایفه در منطقهٔ ییلاقی هودیان و مناطق قشلاقی دشت دلگان و سی میش ساکن بوده‌اند. بامریهای ساکن در منطقهٔ سرحد را همراه با طایفهٔ برهان‌زایی ۶۰ خانوار برشمرده‌اند. در سال ۱۳۷۷، جمعیت طایفهٔ مستقل بامری ساکن در ایرانشهر ۱۹۹ خانوار شامل ۱۸۲‘۱ نفر، و درخاش ۶۷ خانوار شامل ۳۱۹ نفر بوده‌است.
مکان‌های زندگی اصلی بامری‌ها، شامل شهرستان بمپور، هامون جازموریان و بخش جلگه چاه هاشم می‌شود.

## اقتصاد
به دلیل موقعیت جغرافیایی مناسب جلگهٔ بمپور، بامری‌ها اقتصاد کم و بیش پر رونقی داشته‌اند. شغل عمدهٔ عشایر این منطقه پرورش شتر و سپس به ترتیب گوسفند، بز و گاو بوده‌است. بامری‌ها بهترین شتران سوای تیزور را می‌پروراندند. آنها در کنار دامداری به زراعت آبی و کشت گندم، جو و صیفی‌جات هم می‌پرداختند و از آبی که از چاه‌های کم‌عمق بیرون می‌آوردند، کشتزارهایشان را آبیاری می‌کردند.
تحولات سیاسی در بمپور و تغییر حکومتها و کشمکشهای طولانی و ویرانگر در این منطقه در سده‌های ۱۲ و۱۳ قمری موجب رانده شدن طوایف بزرگ و قدرتمند از جلگهٔ بمپور و ویرانی تدریجی این منطقه شد. هنری پاتینجر که در ۱۸۱۰ میلادی این منطقه را دیده، از بمپور به عنوان یک ده کوچک و خراب و فقیر که کشت و زرعی در آن صورت نمی‌گرفت و در حال نابودی یاد کرده‌است.

## مذهب
با اینکه بیشتر بلوچ‌ها مسلمان و حنفی مذهب هستند؛ بامری‌های دلگان شیعه هستند. گرویدان بامری‌ها به مذهب شیعه احتمالاً باید در نتیجهٔ مجاورت و تماس نزدیک آنان با مأموران شاهنشاهی قاجار بوده باشد. زمان گرویدن آن‌ها به مذهب تشیع مشخص نیست.

## برای مطالعهٔ بیشتر
- موسوی‌نژاد، ابراهیم. «بامری». دانشنامه جهان اسلام. مرکز دائرةالمعارف بزرگ اسلامی.
- غلامعلی رئیس الذاکرین (۱۳۷۰). زادسروان سیستان.